# Virginia Vance
Pour les articles homonymes, voir Vance.
Virginia Vance est une actrice née Dahlia Roberta Pears le 1er juillet 1902 dans l'Illinois et morte le 13 octobre 1942 à Hollywood (Californie).

## Biographie
Mariée à l'acteur Bryant Washburn (vers. 1929 - 13 octobre 1942) ; ils ont eu une fille (vers octobre 1930) qui s'est ensuite fait connaître comme Sister Mary Luke au couvent St. John, King City (Californie).

## Filmographie
- 1922 : Crash
- 1922 : Hurry Up
- 1923 : Tea N. Tea
- 1923 : Bumps
- 1923 : Dog Sense
- 1923 : Broke
- 1923 : The Dude
- 1923 : Traffic
- 1923 : Exit, Stranger
- 1923 : Small Change
- 1923 : Between Showers
- 1923 : Wrecks
- 1923 : West Is West
- 1923 : His New Papa
- 1923 : Moving
- 1923 : The Limit
- 1923 : Under Covers
- 1923 : Film Foolish
- 1924 : Don't Hesitate
- 1924 : Here and There
- 1924 : The Cave Inn
- 1924 : Bargain Day
- 1924 : Dusty Dollars
- 1924 : Fold Up
- 1924 : Out Bound
- 1924 : The Lunch Brigade
- 1924 : Family Fits
- 1924 : Dizzy Daisy
- 1924 : Head On
- 1924 : Turn About
- 1924 : Good News
- 1924 : Drenched
- 1924 : Don't Fail
- 1924 : Cheer Up
- 1924 : Desert Blues
- 1924 : Go Easy
- 1924 : Empty Heads
- 1924 : Cut Loose
- 1924 : Watch Your Pep!
- 1925 : The Mad Rush
- 1925 : Weak Knees
- 1925 : High Hopes
- 1925 : Have a Heart
- 1925 : Welcome Danger!
- 1925 : Merrymakers
- 1925 : Inside Out
- 1925 : Ship Shape
- 1925 : Rock Bottom
- 1925 : Fun's Fun
- 1925 : Wake Up
- 1925 : Look Out
- 1925 : Goat Getter : Mamie Arthur
- 1925 : Six Miles to Go
- 1925 : Spot Light
- 1925 : Sweet and Pretty
- 1925 : Slow Down
- 1925 : Fighting Dude
- 1925 : What's Up?
- 1926 : My Stars : The Girl
- 1926 : Time Flies
- 1926 : Home Cured (en)  de William Goodrich
- 1926 : Fool's Luck (en)  de William Goodrich : The Girl
- 1926 : Who's Boss?
- 1926 : Meet My Dog
- 1926 : The Fighting Marine
- 1928 : Undressed : Marjorie Stanley
- 1928 : Taxi for Two
- 1928 : A Taxi Scandal
- 1928 : Taxi Beauties
- 1928 : Hubby's Latest Alibi
- 1929 : Taxi Spooks
- 1929 : New Year's Eve : Little Girl's Mother
- 1929 : Caught in a Taxi